# Bureau du Haut Représentant des Nations unies pour les pays les moins avancés, les pays en développement sans littoral et les petits États insulaires en développement
Le Bureau du Haut Représentant des Nations unies pour les pays les moins avancés, les pays en développement sans littoral et les petits États insulaires en développement (UN-OHRLLS pour United Nations Office of the High Representative for the Least Developed Countries, Landlocked Developing Countries and Small Island Developing States) est un bureau de l'Organisation des Nations unies créé en 2001 pour traiter des problèmes des pays les moins avancés, des pays en développement sans littoral, et des petits États insulaires en développement.
Le Haut Représentant a le rang de secrétaire général adjoint des Nations unies.

## Création
La création du Bureau du Haut Représentant s'inscrit dans la suite de la 3e Conférence des Nations unies sur les pays les moins avancés (LDC-III), qui s'est tenue à Bruxelles du 14 au 20 mai 2001. Celle-ci a abouti à la Déclaration de Bruxelles et au Programme d'action en faveur des pays les moins avancés pour la décennie 2001–2010, tous deux approuvés par l'Assemblée générale des Nations unies dans sa résolution 55/279 du 12 juillet 2001.
Suivant les recommandations du secrétaire général des Nations unies dans son rapport A/56/645 remis le 23 novembre 2001, l'Assemblée générale crée le Bureau du Haut Représentant dans sa résolution 56/227 du 24 décembre 2001, qui demande aux États membres, au système des Nations unies, et à toute autre organisation multilatérale concernée, de lui accorder leur soutien et leur coopération.

## Hauts Représentants
| Nom                          | Pays       | Période       | Photo |
| ---------------------------- | ---------- | ------------- | ----- |
| Anwarul Chowdhury            | Bangladesh | 2002-2007     |       |
| Cheick Sidi Diarra           | Mali       | 2007-2012     |       |
| Gyan Chandra Acharya (en)    | Népal      | 2012-2017     |       |
| Fekitamoeloa ʻUtoikamanu     | Tonga      | mai 2017-2021 |       |
| Earle Courtenay Rattray (en) | Jamaïque   | depuis 2021   |       |